# Natal'ja Vodjanova
Natal'ja Michajlovna Vodjanova (in russo Наталья Михайловна Водянова?; Gor'kij, 28 febbraio 1982) è una supermodella, attrice e filantropa russa.

## Biografia
Nata a Gor'kij, ora Nižnij Novgorod, Natal'ja viveva in condizioni di grande povertà nel quartiere cittadino di Avtozavod con la madre (Larisa Kusakina) e due sorelle minori dal lato maternoː Oksana (1987) e Kristina (1995), la prima delle quali è autistica e ha una paralisi cerebrale. I suoi genitori divorziarono quando aveva 2 anni e non ha avuto più contatti con il padre fino a che non è diventata una top model.
Ha lavorato con la madre nei lavori di fattoria già dall'età di 11 anni e ha fatto la venditrice ambulante di frutta. A 15 anni la Vodianova si iscrisse ad un corso di portamento, regalatole dal fidanzato, dove imparò norme di comportamento e di etichetta. Venne poi notata, durante un casting, da un rappresentante di una agenzia che la propose per le passerelle parigine. A 17 anni si trasferì a Parigi, dove iniziò la sua carriera di modella.
Nel 1999, pochi mesi prima di ottenere un contratto come modella, ha avuto un'altra sorella dal lato materno, Maša, data poi in adozione ad una famiglia statunitense, perché la madre non poteva permettersi di mantenerla. Nel 2021, dopo anni di ricerca da entrambe le parti, la famiglia è riuscita a ritrovare la ragazza, che ora si chiama Jennifer Burns e vive in Carolina del Nord.

### Carriera

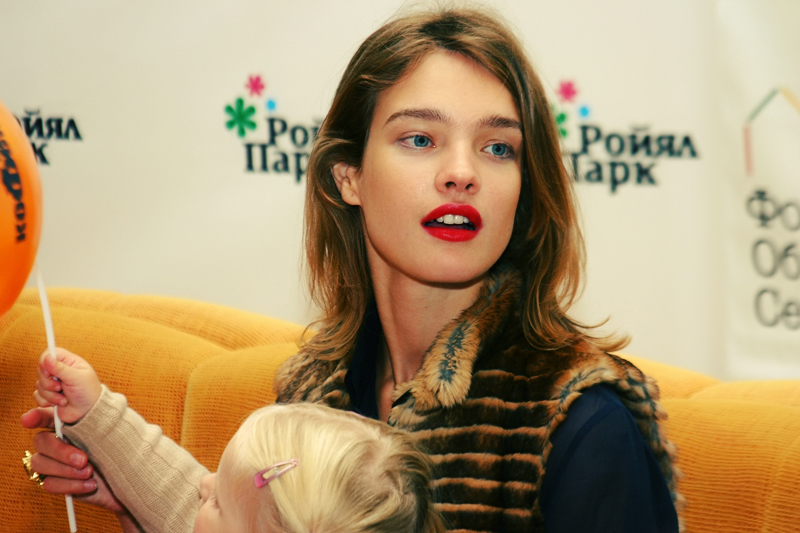
Natal'ja Vodjanova nel 2008.

A 19 anni fu scelta come testimonial del profumo Gucci, e successivamente ha lavorato con Rocco Barocco, Calvin Klein, prendendo anche parte al film di Roman Coppola CQ, con Billy Zane. In seguito compare sulla copertina di Harper's Bazaar, Vogue, Allure e Elle, e, con le campagne di Louis Vuitton, Marc Jacobs, Calvin Klein e Miss Sixty nel suo curriculum, la Vodianova è diventata una vera top model. Tra le molte campagne che l'hanno resa famosa ricordiamo la campagna del profumo Shalimar di Guerlain, fotografata da Paolo Roversi. Sempre per Roversi ha posato per alcune celebri foto di nudo.

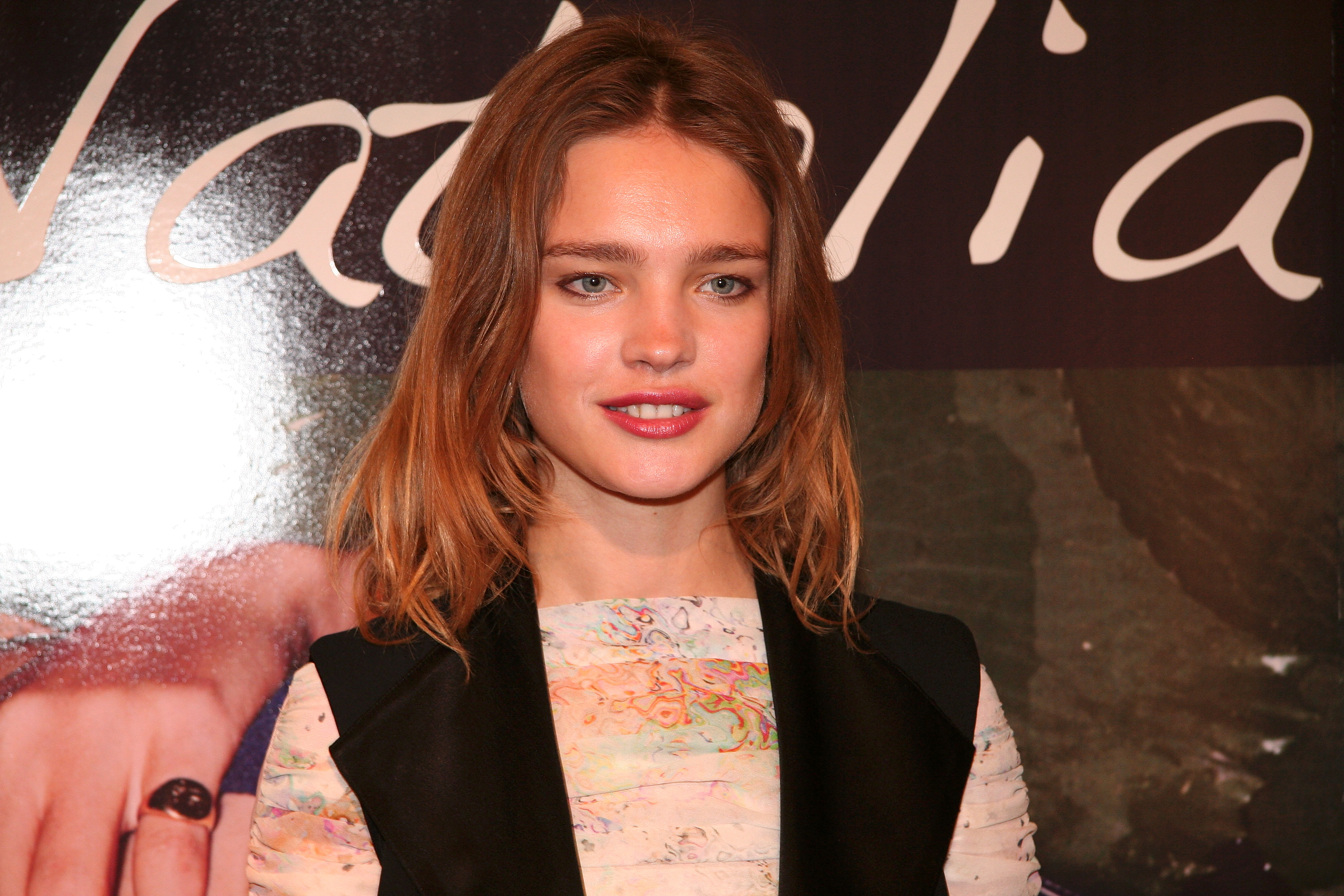
Natal'ja Vodjanova nel 2009.

Nel 2009 è stata chiamata dalla prima rete televisiva russa per condurre le semifinali dell'Eurovision Song Contest 2009 dall'Arena Olimpica di Mosca; la trasmissione, tra le più seguite d'Europa, ha registrato oltre 150 milioni di telespettatori. A dicembre partecipa, insieme ad altre colleghe, ad un particolare editoriale di Vogue Italia dedicato alla piattaforma di microblogging Twitter: le foto, ad opera di Steven Meisel, vengono scattate in bassa qualità per emulare i post degli utenti del celebre social network.
Nel 2009 secondo la rivista Forbes, Natal'ja Vodjanova è stata la settima modella più pagata del mondo. Nel 2012 è stata inserita al terzo posto, con un guadagno di 8,6 milioni di dollari. Nel 2002 ha preso parte al video di I Get Along dei Pet Shop Boys Nel 2013 ha un ruolo nel film Bella del Signore, dove interpreta Ariane. Nel 2015 viene inserita dalla rivista Forbes al quinto posto tra le modelle più pagate, con un guadagno di 7 milioni di dollari. L'anno successivo è per la quinta volta tra le protagonista del Calendario Pirelli, dopo le edizioni del 2003, 2004, 2006 e 2015, e viene nuovamente inserita, dalla rivista Forbes, all'ottavo posto fra le modelle più pagate, con un guadagno di 5,5 milioni di dollari, ex aequo con la modella Lara Stone.

### Impegno sociale
La sua fondazione Naked Heart Foundation nasce nel 2004 a seguito della tragedia di Beslan, con lo scopo iniziale di costruire moderni parchi giochi in aree urbane problematiche di tutta la Russia, e successivamente di aiutare i bambini con progetti speciali di apprendimento e di educare anche le famiglie e gli insegnanti che abbiano a che fare con questi bambini in difficoltà (fisica o psichica); oggi si sta espandendo anche in Sudamerica.
Nel 2015 lancia l'app filantropica Elbi, una piattaforma che permette di effettuare una "micro-beneficenza": per ogni specifico progetto proposto dagli enti benefici autorizzati presenti sulla piattaforma, si possono donare: tempo, pensieri di sostegno o contributi economici (a partire da un euro / dollaro / sterlina,...).
Nell'agosto 2015 Natal'ja ha denunciato il comportamento discriminatorio del proprietario di un bar di Nižnij Novgorod, che ha cacciato (facendo poi intervenire anche la polizia locale) la sorella ventisettenne Oksana,  autismo e paralisi cerebrale, e la sua accompagnatrice dal locale, accusandola di allontanare i clienti per la sua condizione.

## Vita privata
Nel novembre 2001 sposa civilmente Lord Justin Portman, milionario inglese, all'ottavo mese di gravidanza. Il 22 dicembre 2001 dà alla luce il primo figlio, Lucas. Nel settembre 2002 la coppia celebra il matrimonio religioso a San Pietroburgo. La coppia ha avuto altri due figli: Neva, nata il 24 marzo 2006, e Viktor, nato il 13 settembre 2007. Nel giugno 2011 i due si separano.
Sempre nel 2011 annuncia la sua relazione con Antoine Arnault, figlio del fondatore della LVMH Bernard Arnault, direttore e amministratore delegato del marchio Berluti. La coppia ha due figli, Maxim, nato il 2 maggio 2014, e Roman, nato l'8 maggio 2016. I due si sono sposati a Parigi il 22 settembre 2020.

## Agenzie

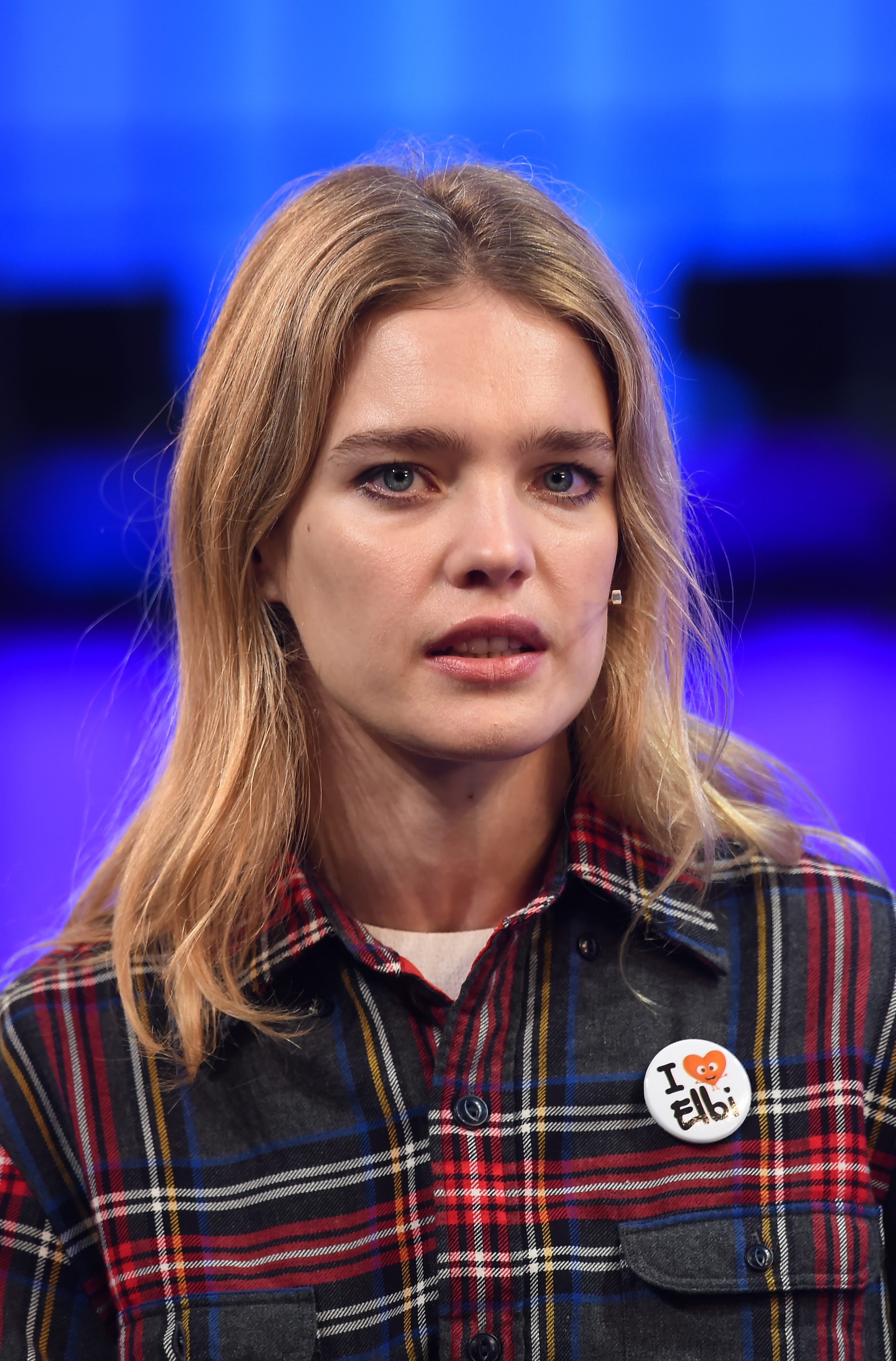
Natal'ja Vodjanova nel 2015.

- DNA Model Management
- Viva Models - Parigi
- Why Not Model Agency
- MY Model Management

## Filmografia
- CQ, regia di Roman Coppola (2001)
- Scontro tra titani, regia di Louis Leterrier (2010)
- Bella del Signore, regia di Glenio Bonder (2013)